# Дельта Німану
Дельта Німану (лит. Nemuno delta) — дельта річки Німан басейну Балтійського моря, що формується мережею головного русла (Атмата) та великої кількості рукавів, проток і річкових каналів (Пакальне, Упайте, Скірвите, Ворусне тощо), створюючи польдери і водно-болотні угіддя. Завдяки природним багатствам регіону розвивається екотуризм. У середині дельти знаходиться найбільший острів Литви — Русне. На острові знаходиться найбільше село в дельті річки, з населенням 2,5 тис. жителів.

## Водно-болотні угіддя

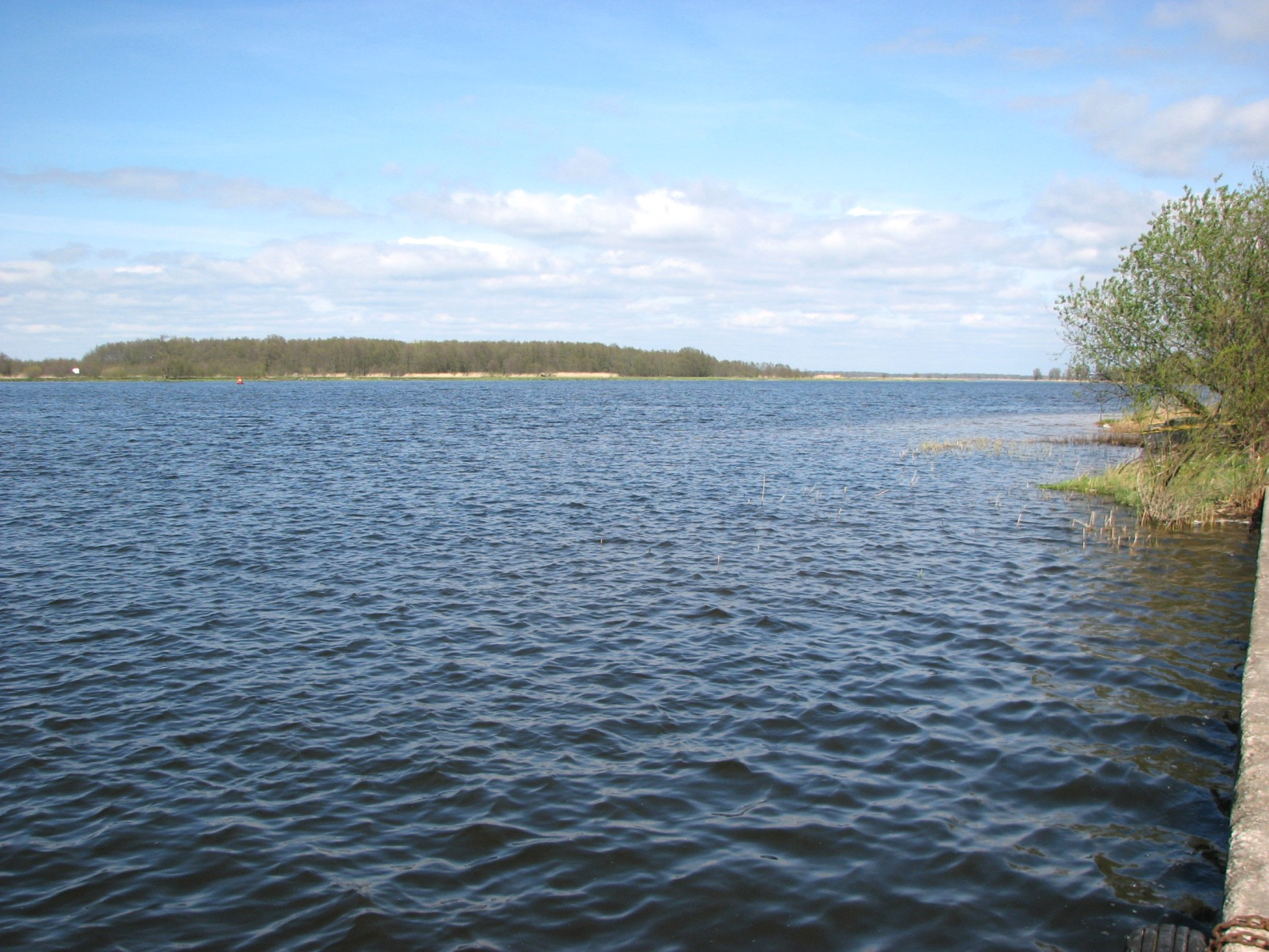
Атмата

Водно-болотні угіддя в дельті Німана знаходяться під охороною Рамсарської конвенції . З метою захисту дикої природи та сприяння науковим дослідженням в 1992 році був створений регіональний парк Дельта Німана . Він займає 239,5 км² і складається з 14 заповідників, а також однієї водойми. Близько 20 % поверхні парку вкриті водою. З 1999 року, щороку у жовтні, Литовською асоціацією орнітологів та адміністрацією регіонального парку організовується спостереження за птахами. Щороку дельта затоплюється, але найбільшою загрозою для неї є забруднення, розвиток сільського господарства, рибальства і туризму.
Під час весняного сезону розмноження дельту наповнює багато рідкісних видів птахів. Загальна кількість видів складає близько 200, з яких близько 40 внесені до Литовської Червоної книги вимираючих видів . Дельта також є важливою зупинкою для мігруючих птахів. Мільйони птахів, що представляють безліч видів, щорічно пролітають через ці райони. Серед них є види, яким загрожує зникненням, такі як: орлан-білохвіст, казарка білощока, журавлі, побережник чорногрудий або очеретянка прудка .
Головний дослідницький центр розташований на мисі Вент . У 1929 році литовський зоолог Тадас Іванаускас створив станцію кільцювання птахів, одну з перших в Європі . З'ясувалося, що птахи, окільцовані на мисі, мігрували до Ірану, Єгипту і навіть до Південної Африки .
Ссавці, що живуть у дельті Німана, включають: лисиці, бобри, лосі, дикі кабани і видри.
Іншим цікавим елементом дельти є озеро Крок-Ланка, розташоване біля гирла річки . Воно виникло в результаті відокремлення від Куршської затоки . Це найбільше озеро, розташоване в дельті, що охоплює 7,93 км² і є єдиним озером морського походження в Литві.